# 土田滋
土田滋（Shigeru Tsuchida，1934年－），日本人類學家，少數族群語言學專家，曾任東京大學語言學教授及位於台北市的順益台灣原住民博物館館長。

## 生平
土田滋畢業於美國耶魯大學語言所，曾多次以研究生（1968年11月）、學者身份赴台灣進行原住民的語言調查。